# Tortura

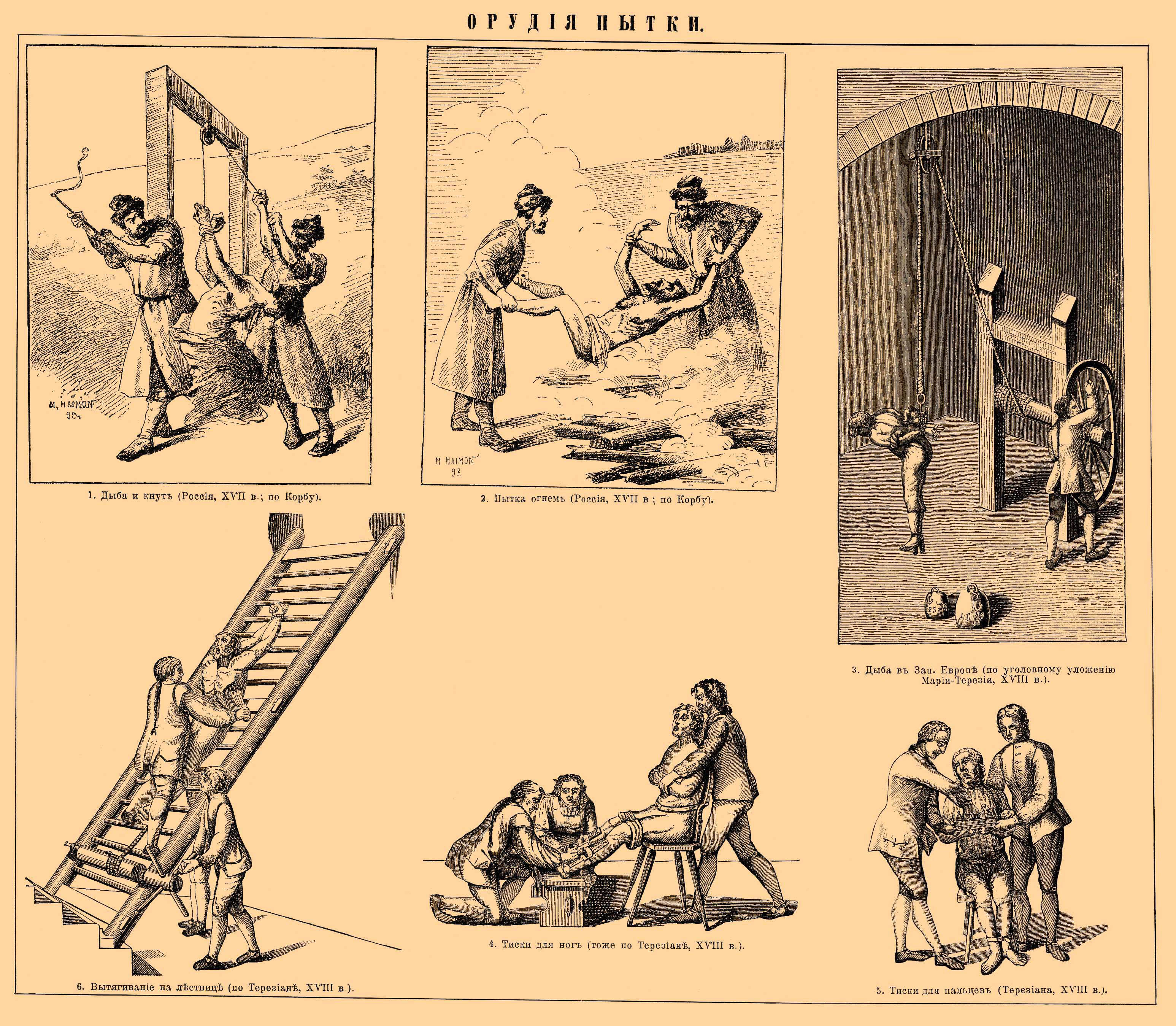
Różne rodzaje tortur. Ilustracja z encyklopedii Brockhausa (przełom XIX-XX w.)

Tortura (zwykle w liczbie mnogiej: tortury) – celowe zadawanie komuś bólu fizycznego lub psychicznego w okrutny sposób.
Tortury najczęściej mają związek z działaniami funkcjonariuszy państwowych (z ich udziałem bądź za ich zgodą czy poleceniem), stanowiąc niekiedy element śledztwa (jako brutalna forma przesłuchania). Stosowane są jednak, również przez osoby prywatne (np. przez przestępców). Stosowanie tortur miało miejsce już od starożytności, zaś najpowszechniejsze stało się w okresie od XVI do XVIII wieku. Współcześnie praktyki tego typu są bezwzględnie zakazane co stanowi jedno z podstawowych praw człowieka, mimo to nadal zdarzają się przypadki ich stosowania (w tym również przez aparat państwowy).

## Cel stosowania
Prawdopodobnie najważniejszym celem tortur było zmuszenie osoby torturowanej do przyznania się do winy, co do której nie było pewności lub możliwości udowodnienia. Przykładami takich działań są:
- tortury zadawane schwytanym przestępcom w czasach średniowiecznych
- metody śledztwa stosowane przez NKWD, Gestapo, DINA, CIA[1]

Równie istotnym celem stosowania tortur było uzyskanie od torturowanego zeznań lub informacji, których nie chciał lub nie mógł udzielić dobrowolnie. Miało to miejsce, między innymi, w następujących sytuacjach:
- uzyskanie "dowodu" w postaci przyznania się torturowanej osoby do winy w trakcie procesów o czary
- uzyskanie od torturowanego należącego do nielegalnej grupy, organizacji lub spisku informacji o wspólnikach (w takim celu torturowano np. Guya Fawkesa i Szymona Konarskiego)
- poddanie torturom członka organizacji spiskowej w celu uzyskania wiedzy o miejscu i terminie planowego zamachu
- torturowanie jeńca wojennego, szpiega, agenta w celu uzyskania informacji o charakterze militarnym lub politycznym.

Kolejną przyczyną stosowania tortur była zwyczajna chęć zastraszenia bądź złamania oporu osoby torturowanej lub osoby blisko z nią związanej. Szczególnym przykładem było torturowanie osoby trzeciej w celu wydobycia informacji, zeznań czy przyznania się do winy osoby, wobec której bezpośrednio stosowane tortury nie dawały rezultatu. Przykładem może być opisywane przez Sołżenicyna w Archipelagu GuŁag postępowanie funkcjonariuszy NKWD, którzy nie mogąc w żaden sposób zmusić podejrzanego do przyznania się do winy, w końcu na jego oczach poddają torturom członków jego rodziny (np. żonę lub córkę). Tego rodzaju postępowanie z reguły prowadziło do szybszego załamania psychicznego niż bezpośrednie zadawanie bólu.
Znamiona tortur noszą również kary cielesne, które jednak jako przewidziane przez prawo sankcje nie są torturami w ścisłym znaczeniu tego słowa, choć również powodują cierpienie (np. łamanie kołem bądź obcięcie kończyny). Także niektóre ordalia były w istocie torturami.

## Historia

### Starożytność
Tortury stosowane były zarówno w starożytnej Grecji, jak i starożytnym Rzymie. Powszechnie stosowano je wobec niewolników, więźniów skazanych na śmierć, gladiatorów (w celu zmuszenia ich do walki) czy wyzwoleńców (których jednak torturować było wolno jedynie w wypadku podejrzenia o zdradę).
Różnorakim torturom poddawano w czasach rzymskich (m.in. za panowania Nerona i Domicjana) prześladowanych chrześcijan. Warto wspomnieć, że także Jezus Chrystus według Ewangelii był torturowany w śledztwie: Tymczasem ludzie, którzy pilnowali Jezusa, naigrawali się i bili Go. Zasłaniali mu oczy i pytali: „Prorokuj, kto Cię uderzył”. (Łk 22, 63-64)

### Średniowiecze

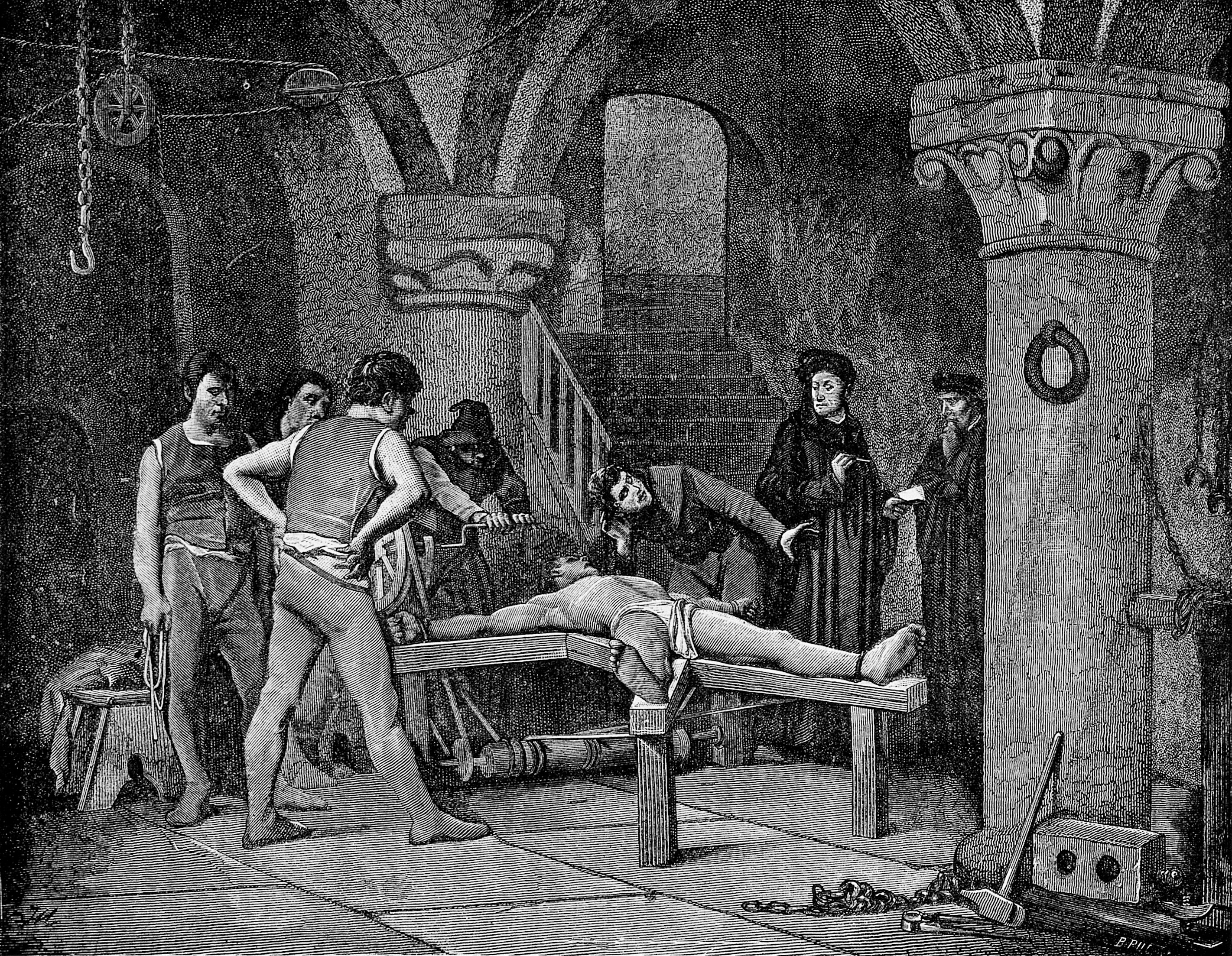
Przesłuchanie więźnia torturowanego na łożu sprawiedliwości

W całej Europie nastąpiło w średniowieczu rozpowszechnienie tortur w związku z prawem, ustanawiającym przyznanie się do winy jako główny i najważniejszy dowód.
Torturom zasadniczo poddawano osoby powyżej czternastego roku życia i nie będące w podeszłym wieku. Nie poddawano torturom kobiet w ciąży i ludzi chorych. Przeszkodą do podjęcia tortur był również stan szlachecki lub duchowny bądź piastowany wysoki urząd. Wszystkie te przeszkody traciły jednak znaczenie, gdy sprawa dotyczyła przestępstwa politycznego.
Mimo że tortury były stosowane właściwie wszędzie, ich wykonywanie było w wielu miejscach ograniczone do specjalnych sytuacji. W Anglii na przykład przywilej stosowania tortur miały jedynie sądy specjalne.
Tortury nie rozpowszechniły się wszędzie jednakowo szybko. O ile we Francji zgodnie z prawem stosowano tortury już w XII wieku, to w Polsce jeszcze w wieku XIV stosowanie tortur było sporadyczne.

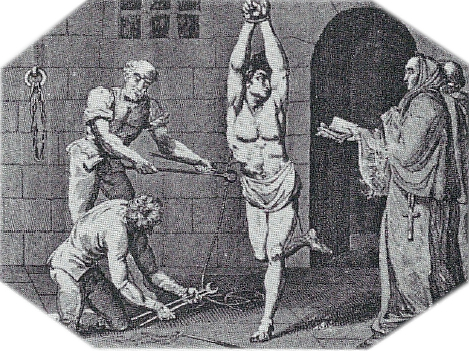
Inkwizytor przy torturach mężczyzny

Do stosowania tortur znacząco przyczyniło się powstanie inkwizycji, poszukującej i sądzącej heretyków. Na stosowanie tortur wobec podejrzanych o herezję czy czary zezwolił papież Innocenty IV w swojej bulli Ad extirpanda już w 1252. Warto jednak w tym miejscu zwrócić uwagę na ograniczenia, jakie inkwizycja nałożyła na stosowanie tortur podczas procesów. Tortury mogły zostać wprowadzone w sytuacji „bez wyjścia”, czyli gdy oskarżony wbrew dowodom nie przyznawał się do winy, jednak nie potrafił potwierdzić swej niewinności materiałem dowodowym. Obowiązywały także zakazy podobne do (wyżej wymienionych) tych, które obowiązywały w prawie świeckim, tzn. nie można było torturować szlachciców, duchownych, wysokich urzędników, kobiet w ciąży, dzieci i starców (choć procedura przewidywała wyjątki). Oskarżony mógł także, powołując się na chorobę bądź kalectwo, zażądać wizyty lekarza, jednak inkwizytor nie miał obowiązku brać pod uwagę jego medycznej opinii. Przy samych torturach obecni musieli być, zgodnie z nakazami dekretału Multorum querela, sędziowie trybunału inkwizycyjnego (inkwizytor i ordynariusz diecezji, gdzie zatrzymano oskarżonego), lub ich oficjalni wikariusze. Tortury można było powtarzać jedynie po dokładnej analizie przypadku i głębokim przemyśleniu sprawy. Inkwizytorzy mieli jednak możliwość obejścia tego zakazu, „zawieszając” tortury.
Poszukiwanie winnych poprzez tortury zarówno w sprawach świeckich, jak i kościelnych było powszechne aż do początków XVIII wieku, jednak jej stosowanie przez sądy kościelne zdarzały się rzadziej niż w sądach świeckich. Dlatego w średniowiecznej Anglii stosowanie tortur zostało ograniczone instytucją przywilej kleru (benefit of clergy).
Wbrew dzisiejszym wyobrażeniom w czasach średniowiecznych tortury nie były tak rozpowszechnione jak w okresach późniejszych. W średniowieczu przeważały kary kompozycyjne, polegające na zapłaceniu kary na rzecz państwa i pokrzywdzonego, tzw. płat. Tortury na szeroką skalę zaczęto stosować w XIV wieku; zostały przewidziane przez Statuty miast włoskich. Apogeum stosowania tortur przypada na XVI-XVII wiek, czyli kilkaset lat po okresie Średniowiecza. W większości krajów europejskich zniesione w XIX wieku.

### Czasy nowożytne
Około roku 1750 coraz więcej przeciwników tortur występowało otwarcie przeciwko ich stosowaniu. Było to oczywiście po części podyktowane względami humanitarnymi, z drugiej zaś argumentami nieprawdziwości zeznań wymuszonych cierpieniem.
Działania przeciwników tortur okazały się skuteczne, bo w kolejnych państwach europejskich zabraniano stosowania tortur (w Prusach w 1754, w Austrii i Polsce w 1776, w Rosji w 1801). Początek wieku XIX przyniósł zakaz stosowania tortur właściwie w całej Europie i Stanach Zjednoczonych, gdzie stosowanie tortur zniesiono 8. poprawką do konstytucji.

### XX wiek
Powstanie w XX wieku systemów totalitarnych przyniosło powrót do szerokiego stosowania tortur w czasie śledztwa, jak i dla samego zadania cierpień osobom torturowanym.
Działające w nazistowskich Niemczech służby, szczególnie Gestapo, radzieckie NKWD, a także tajna policja włoskich faszystów (OVRA) oraz japońska specjalna żandarmeria wielokrotnie i na różne sposoby stosowały tortury zarówno wobec przeciwników politycznych, jak i jeńców oraz osób cywilnych w czasie II wojny światowej. Wiele cech tortur noszą pseudomedyczne eksperymenty prowadzone w obozach koncentracyjnych, na przykład w Auschwitz-Birkenau.
Także po wojnie reżimy totalitarne nowo powstałego bloku sowieckiego stosowały powszechnie tortury w walce z opozycją polityczną. W Polsce do instytucji słynących ze stosowania w śledztwie tortur należało Ministerstwo Bezpieczeństwa Publicznego.
Tortury stosowały także reżimy w Chinach, Kambodży, Chile.

### Współczesność

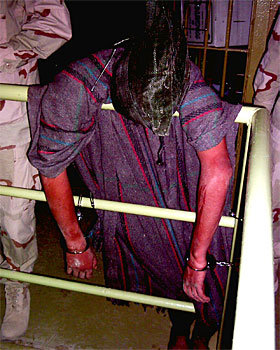
Tortury w Abu-Ghraib

Mimo wielu ustanowionych przepisów i konwencji w wielu miejscach na świecie nadal w sposób niejawny stosowane są tortury, przede wszystkim wobec różnego rodzaju opozycji politycznej bądź różnego rodzaju separatystów – także w krajach uznawanych za demokratyczne.
Amnesty International informuje, że współcześnie tortury są stosowane w Chinach, Rosji, Białorusi, Turcji, Uzbekistanie, Arabii Saudyjskiej, Stanach Zjednoczonych, Korei Północnej, Turkmenistanie i wielu innych krajach.
Głośne stały się również oskarżenia o stosowanie tortur przez żołnierzy amerykańskich w bazie Guantanamo na Kubie i w więzieniu Abu-Ghraib w Iraku.
Podejrzewa się, że w latach 2000. w polskim Ośrodku Kształcenia Kadr Wywiadu w Starych Kiejkutach torturowani byli członkowie Al-Ka’idy, na przykład Chalid Szajch Muhammad, uważany za głównego organizatora zamachu na World Trade Center. Podczas pobytu w Polsce miał on być około 180razy poddany torturze polegającej na kontrolowanym topieniu (ang. waterboarding).
Również policja polska oskarżana jest o częste stosowanie tortur względem przesłuchiwanych.

## Prowadzenie tortur

### Warunki prowadzenia tortur

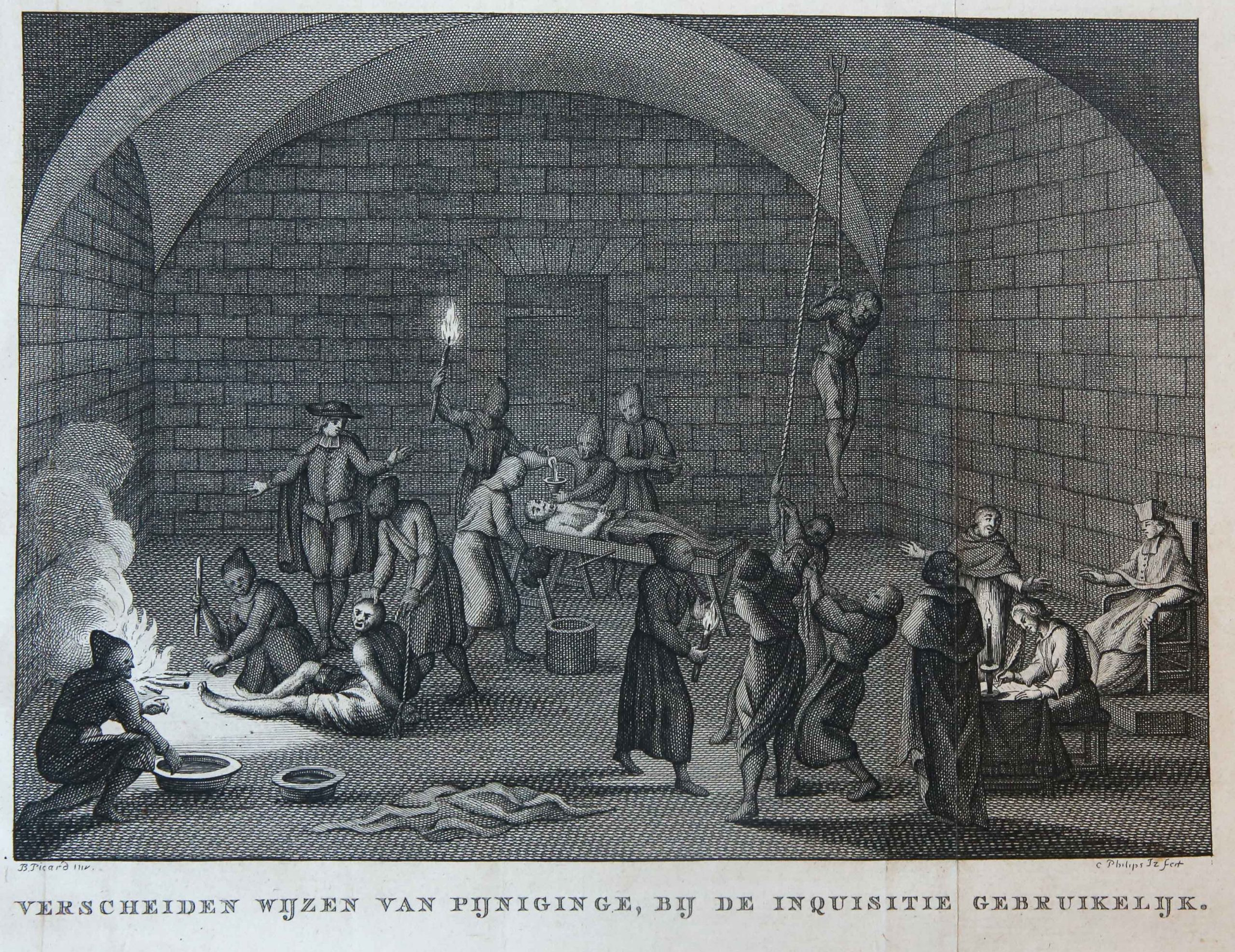
Sala tortur na XVIII w. ilustracji

Najczęściej tortury prowadzono w wydzielonym pomieszczeniu, tzw. sali tortur (zwanej też izbą tortur lub katownią). Pomieszczenia takie były najczęściej zbudowane w sposób zapewniający izolację od otoczenia, by na zewnątrz nie dochodziły krzyki torturowanych. Z tego powodu katownie znajdowały się w lochach zamkowych, podziemiach ratusza czy wydzielonych budowlach (np. Katownia w Gdańsku albo pełniąca dawniej funkcje katowni wieża na Kapellbrücke w Lucernie).
Tortury prowadził kat, czasem przy udziale pomocników. Podejrzanych torturowano w obecności osoby przesłuchującej, która zadawała bezpośrednio w czasie tortur pytania, albo wysyłano na tortury w wypadku odmowy zeznań. Jeżeli po powrocie z sesji tortur osoba podejrzana nadal nie wykazywała ochoty zeznawania, wysyłano ją do katowni ponownie, przy czym była zazwyczaj torturowana w znacznie okrutniejszy sposób (oprawca uznawał odmowę zeznań za swoistą obrazę).
Najczęściej tortury prowadzono już od rana, nie podawszy wcześniej torturowanemu posiłku (przy czym warto wspomnieć, że prowadzący śledztwo nierzadko spożywali posiłki bądź alkohol w czasie przesłuchań i tortur). Bywało i tak, że tortury prowadzono bez przerwy przez cały dzień, a nawet znacznie dłużej (takimi torturami były na przykład wielogodzinne przesłuchania, podczas których ofierze nie pozwalano zasnąć – metoda zwana konwejerem stosowana w ZSRR).

### Przebieg tortur
Najczęściej stosowanie tortur jako elementu śledztwa było poprzedzone próbami wydobycia zeznań przy pomocy zwyczajnych przesłuchań.
Przed zastosowaniem tortur bardzo często stosowano obligatoryjnie działania mające charakter tortur wstępnych: zamknięcie w celi, unieruchomienie w nienaturalnej pozycji, zimno, brak snu, ostre światło, obecność insektów czy szczurów w celi. Często ofiarę głodzono lub pozbawiano wody do picia.
Jeśli podejrzany nie zgadzał się na dobrowolne zeznania, przedstawiano groźbę tortur, ewentualnie pokazywano narzędzia tortur, przedstawiając ich działanie i stopień zadawanego cierpienia. Kiedy mimo to nie uzyskiwano zeznań, przystępowano do tortur właściwych.
Zazwyczaj stosowano stopniowanie przebiegu tortur, rozpoczynając od lżejszych i mniej bolesnych. Najczęściej jako najlżejszą torturę stosowano biczowanie, by poprzez użycie różnorodnych urządzeń kaleczących dojść do tortur o najwyższym stopniu bolesności, trwale okaleczających, takich jak rozciąganie na tzw. łożu sprawiedliwości, przypalaniu ogniem czy użyciu tzw. trzewika.
Wiele systemów prawnych ograniczało długość stosowanych tortur, na przykład pozwalając poddać torturom jedynie trzykrotnie, ale przepisy te były nagminnie obchodzone.
Tortury szybko prowadziły do okaleczeń fizycznych i wyniszczenia psychicznego, do tego stopnia, że torturowana osoba bardzo szybko decydowała się na przyznanie do wszystkich zarzucanych czynów.

## Ordalia

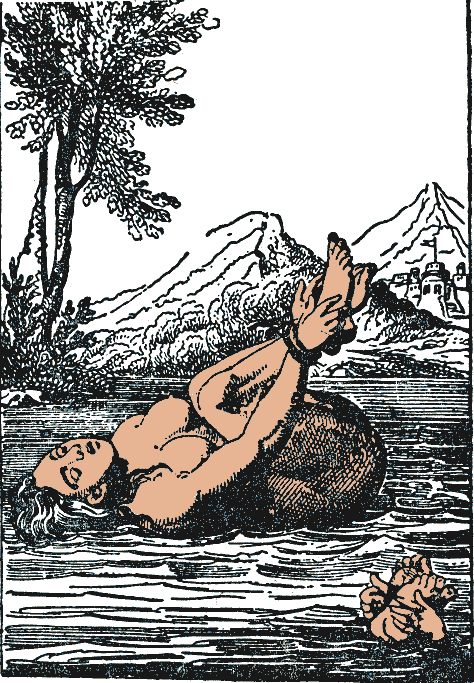
Próba zimnej wody

Niektóre ordalia, mimo że z założenia nie miały charakteru tortur, wyraźnie nosiły ich znamiona. Działo się tak przede wszystkim w wypadku procesów o czary, gdy stosowanie ordaliów nie miało charakteru całkowicie dobrowolnego, a mimo to przebiegało w sposób przynoszący podejrzanej osobie cierpienia.
Do takich ordaliów mogły należeć:
- próby wody zarówno gorącej (wkładanie rąk do wrzątku), jak i zimnej (topienie);
- próba żelaza powodująca wskutek kontaktu skóry z rozpalonym żelazem ciężkie oparzenia;
- próba ognia – również prowadząca do powstania oparzeń.

## Skuteczność
Toczy się dyskusja nad tym, czy stosujący tortury osiągają swój cel. M.in. Jeannine Bell argumentuje, że tak nie jest.

## Prawo
Tortury i innego rodzaju nieludzkie traktowanie są zabronione przez, między innymi, następujące akty:
- Powszechna deklaracja praw człowieka, uchwalona przez 
ONZ w 1948 roku art. 5 Nie wolno nikogo torturować ani karać lub traktować w sposób okrutny, nieludzki lub poniżający.
- Europejska konwencja praw człowieka z 1950 (Polska jest stroną od 1993) w art. 3 Nikt nie może być poddany torturom ani nieludzkiemu lub poniżającemu traktowaniu albo karaniu.
- Deklaracja ONZ w sprawie ochrony wszystkich osób przed torturami oraz innym okrutnym, nieludzkim lub poniżającym traktowaniem albo karaniem z 1975[13] art. 1 W rozumieniu niniejszej Deklaracji „tortury” oznaczają jakiekolwiek działanie, przez które osobie zadaje się umyślnie dotkliwy ból lub cierpienie, fizyczne bądź psychiczne, przez funkcjonariusza publicznego bądź za jego namową, w takich celach jak uzyskanie od niej lub od osoby trzeciej informacji bądź zeznania, ukaranie jej za czyn przez nią popełniony lub o popełnienie którego się ją podejrzewa, bądź też zastraszenie jej lub innych osób. Określenie to nie obejmuje bólu lub cierpienia wynikających, wiążących się bądź wynikłych przypadkowo ze zgodnych z prawem sankcji, w zakresie w jakim sankcje te zgodne są ze Wzorcowymi regułami minimalnymi postępowania z więźniami. Tortury stanowią rażącą i zamierzoną formę okrutnego, nieludzkiego lub poniżającego traktowania albo karania.
- Międzynarodowa Konwencja w sprawie zakazu stosowania tortur oraz innego okrutnego, nieludzkiego lub poniżającego traktowania albo karania z roku 1984. Polska ratyfikowała tę konwencję w 1989 roku. Konwencja ta w art. 1 definiuje tortury jako „każde działanie, którym jakiejkolwiek osobie umyślnie zadaje się ostry ból lub cierpienie, fizyczne bądź psychiczne, w celu uzyskania od niej lub od osoby trzeciej informacji lub wyznania, w celu ukarania jej za czyn popełniony przez nią lub osobę trzecią albo o którego dokonanie jest ona podejrzana, a także w celu zastraszenia lub wywarcia nacisku na nią lub trzecią osobę albo w jakimkolwiek innym celu wynikającym z wszelkiej formy dyskryminacji, gdy taki ból lub cierpienie powodowane są przez funkcjonariusza państwowego lub inną osobę występującą w charakterze urzędowym lub z ich polecenia albo za wyraźną lub milczącą zgodą. Określenie to nie obejmuje bólu lub cierpienia wynikających jedynie ze zgodnych z prawem sankcji, nieodłącznie związanych z tymi sankcjami lub wywołanych przez nie przypadkowo.”
- Amerykańska Konwencja o zapobieganiu i karaniu tortur podpisana 9 grudnia 1985 obowiązująca od 28 lutego 1987 w art. 2 Dla celów niniejszej konwencji, tortury powinny być rozumiane jako każda czynność wykonywana w celu zadania fizycznego lub psychicznego bólu lub cierpienia jakiejkolwiek osobie, na potrzeby śledztwa, jako środek zastraszenia, jako kara osobista, jako środek zapobiegawczy, jako sankcja, albo w jakimkolwiek innym celu. Tortury należy również rozumieć jako stosowanie wobec jakiejkolwiek osoby metod w celu zniszczenia osobowości ofiary lub zmniejszenia jej zdolności fizycznych lub psychicznych, nawet jeśli nie powodują bólu fizycznego lub cierpienia psychicznego. Pojęcie tortur nie obejmuje fizycznego lub psychicznego bólu lub cierpienia, który jest wynikiem działań zgodnych z prawem lub jest z nim nieodłącznie związane, pod warunkiem, że nie zawierają one realizacji działań lub stosowania metod, o których mowa w tym artykule.[14]
- Konwencja o zapobieganiu torturom i nieludzkiemu lub poniżającemu traktowaniu i karaniu, uchwalona w 1987 roku przez Radę Europy i ratyfikowana przez Polskę w roku 1993[15]
- Międzynarodowy Pakt Praw Obywatelskich i Politycznych, uchwalony przez ONZ 16 grudnia 1966 i ratyfikowany przez Polskę w 1977 roku w art. 7 Nikt nie będzie poddawany torturom lub okrutnemu, nieludzkiemu albo poniżającemu traktowaniu lub karaniu. W szczególności nikt nie będzie poddawany, bez swej zgody swobodnie wyrażonej, doświadczeniom lekarskim lub naukowym.
- Wspólny dla czterech Konwencji genewskich z 1949 art. 3: zabronione są  zamachy na życie i nietykalność cielesną, a w szczególności zabójstwa we wszelkiej postaci, okaleczenia, okrutne traktowanie, tortury i męki. I Protokół Dodatkowy z 1977 w art. 75: Następujące czyny są i pozostają zakazane zawsze i wszędzie, niezależnie od tego, czy dokonane zostaną przez funkcjonariuszy cywilnych czy wojskowych: (a) zamachy na życie, na zdrowie albo na równowagę fizyczną lub psychiczną takich osób, a zwłaszcza: (i) zabójstwo; (ii) tortury we wszelkich postaciach, fizyczne i psychiczne; (iii) kary cielesne oraz (iv) okaleczenia; II Protokół Dodatkowy w art. 4: są i pozostają zabronione zawsze i wszędzie: (a) zamachy na życie, zdrowie lub fizyczną albo psychiczną równowagę osób, zwłaszcza zabójstwa, jak też okrutne traktowanie, takie jak tortury, okaleczenia lub wszelkie postacie kar cielesnych. Tortury wymienione są na liście zbrodni zakazanych przez Statut Międzynarodowego Trybunału Karnego (art. 7 i 8).

Stosowania tortur zabrania także Konstytucja RP z 2 kwietnia 1997 roku, której artykuł 40. głosi, że Nikt nie może być poddany torturom ani okrutnemu, nieludzkiemu lub poniżającemu traktowaniu i karaniu.
Kodeks karny (1997) zabrania tortur w art. 118, 123, 246 i 247.
Zakaz tortur (czy też wolność od tortur) to jedno z niewielu praw człowieka nieposiadających żadnych klauzul limitacyjnych, nie podlega także derogacji. Jest to zakaz bezwzględny, dlatego też ani wobec stanu wyjątkowego, ani wojny, nie wolno go łamać. To samo dotyczy medycznych eksperymentów bez zgody poddawanego.